# Pieter Withoos
Pieter Withoos (Amersfoort, 1655 – 23 de abril de 1692) foi um pintor da Era Dourada holandesa. Ele pintou flores a grande variedade de pequenos insetos.